# 박천휴
박천휴(영어: Hue Park, 1983년 ~ )는 대한민국의 작사가, 뮤지컬 작가이다. 서울에서 태어났다.

## 작사가 데뷔
동국대학교 문예창작학과 (지금의 국어국문-문예창작학부 보관됨 2014-07-08 - 웨이백 머신) 에 재학당시 뮤직큐브와 계약을 맺고 소속 작사가로 활동을 시작했다. 에반의 <울어도 괜찮아>, 박상민의 <거친 인생>등의 곡을 통해 작사가로 데뷔했다. 이후 시각 예술을 공부하러 뉴욕으로 건너가, 뉴욕 대학교 재학 중에 만난 작곡가 윌 에런슨과의 협업을 계기로 뮤지컬 활동을 시작했다.

## 뮤지컬 활동
2012년 7월 블루스퀘어 삼성카드홀에서 개막한 뮤지컬 <번지점프를 하다> (작곡 윌 에런슨) 초연에 작사가로 참여했다. 뮤지컬 <번지점프를 하다>의 음악이 호평을 받으며 박천휴와 윌 에런슨은 많은 주목을 받았다. 2013년, 이 작품의 두 번째 프로덕션에는 윌 에런슨과 공동으로 대본의 각색에도 참여했다.
2013년 12월 LG아트센터에서 개막한 뮤지컬 <카르멘> 의 한글 번역, 한글 가사, 각색으로 참여했다. 같은 달 프로젝트박스 시야에서 열린 옴니버스 뮤지컬 I Hate Christmas 중 <The Schwarz Show: 크리스마스 라디오> 의 작/작사를 했다. 현재 <번지점프를 하다>의 작곡가 윌 에런슨과 새 창작 뮤지컬을 작업 중이다.

## 수상 경력
뮤지컬 <번지점프를 하다>로 2013년 제7회 더 뮤지컬 어워즈 <작곡작사상>을 작곡가인 윌 에런슨과 함께 수상했다. 뮤지컬 <번지점프를 하다>는 <더뮤지컬 매거진>이 선정한 "2012 창작 뮤지컬 BEST 2"에 선정되었으며, 2012년 "한국뮤지컬협회 창작뮤지컬육성지원사업" 재공연 분야에도 선정되었다.

## 기타 활동
- 2011년 독립출판의 형태로 사진과 에세이를 모은 책 <폴라로이드 일기 Ploaroidiary>를 출판했다.[12]
- 그래픽 디자이너로도 활동하며 뮤지컬 <번지점프를 하다>의 타이틀과 포스터 컨셉 디자인, 옴니버스 뮤지컬 I Hate Christmas의 포스터 디자인 월간 <더뮤지컬>의 표지 디자인 등을 작업했다.
- 2014년에는 월간 <더뮤지컬>의 뉴욕 통신원으로 활동하며 브로드웨이 공연의 리뷰 기사를 썼다.[13]

## 참조
1. ↑  “에반 2집 울어도 괜찮아 (Pain Reliever)”. 2014년 6월 6일에 원본 문서에서 보존된 문서. 2014년 6월 3일에 확인함.
2. ↑  “박상민 거친인생 (Main Title Song)”. 2014년 6월 3일에 원본 문서에서 보존된 문서. 2014년 6월 3일에 확인함.
3. ↑  “[뉴스투데이-토킹어바웃]아름다운 가사로 스토리에 ‘감정’을 입히다! ‘번지점프를 하다’ 작사가 박천휴”. 2014년 7월 14일에 원본 문서에서 보존된 문서. 2014년 6월 3일에 확인함.
4. ↑  Kwon Mee-yoo. “'Bungee Jump' tells of complex love story”. The Korea Times. 2014년 6월 4일에 확인함.
5. ↑  “"작품 얘기는 해도 해도 끝이 없어요"”. 2012년 7월 22일. 2014년 6월 3일에 원본 문서에서 보존된 문서. 2014년 6월 3일에 확인함.
6. ↑  [“번지점프를 하다 - 공연의 모든 것 - 플레이DB” |url= 값 확인 필요 (도움말). 2014년 6월 3일에 확인함.
7. ↑  “카르멘 - 공연의 모든 것 - 플레이DB”. 2014년 6월 3일에 확인함.
8. ↑  Musical Public 이은영. “Interview <번지점프를 하다> 콤비, 작곡가 윌 애런슨 작사가 박천휴”. 2014년 6월 6일에 원본 문서에서 보존된 문서. 2014년 6월 3일에 확인함.
9. ↑  “제 7회 더 뮤지컬 어워즈 수상작(자)”. 2014년 6월 6일에 원본 문서에서 보존된 문서. 2014년 6월 3일에 확인함.
10. ↑  “The musical Awards Best Composition and Lyrics”. 2014년 6월 3일에 확인함.
11. ↑  “뮤지컬 '번지점프를 하다' 재공연”. 2014년 6월 3일에 확인함.
12. ↑  “Polaroidiary - Selected Bookshop Your Mind”. 2014년 7월 14일에 원본 문서에서 보존된 문서. 2014년 6월 3일에 확인함.
13. ↑  “‘록키’ 열정을 담은 펀치를 브로드웨이에 날리다”. 2014년 6월 4일에 확인함.